# Léon Solomiac
Léon Solomiac (Cajarc, 20 de juliol de 1884-Canes, 10 de maig de 1960) va ser un funcionari francès. Fou cap d'estat de la República Siriana, governador de diverses colònies franceses i prefecte a la França Metropolitana.

## Vida
Léon Solomiac era fill d'un botiguer. En el curs de la seva carrera a les colonies franceses va ser enviat el juliol de 1925 a Beirut i el 1930 a Damasc. França dominava aquests llocs per mandat de la Lliga de les Nacions (Síria i el Líban). Després de la destitució del president Tadj ad-Din al-Hasani va ocupar el càrrec Solomiac el 19 de novembre de 1931 com a cap d'estat de la República Siriana, exercint interinament fins a l'11 de juny de 1932, quan el parlament va elegir Muhammad Ali al-Abid com a president.
Léon Solomiac va ser després, del 22 de maig al 30 de novembre de 1933, substitut interí de Louis Fousset com a governador del Sudan Francès. El 15 d'agost de 1934 va succeir a Georges Bourret com a governador de l'Índia Francesa. Aquest càrrec el va exercir fins a l'octubre de 1936 quan el va succeir Horace Crocicchia. Solomiac va succeir el 21 d'abril a 1939 Dieudonné Reste com a Governador General de l'Àfrica Equatorial Francesa interí. En aquest càrrec va romandre's fins al 3 de setembre de 1939 quan el va succeir Pierre Boisson. El 7 de novembre de 1940, Solomiac es va fer càrrec del govern interí del Níger en lloc de Jean Rapenne. No obstant això, el Règim de Vichy com que el considerava com no fiable, el va deposar el 8 de desembre de 1940 i el va substituir pel general Maurice Falvy. L'agost de 1944, Léon Solomiac va ser nomenat per la prefectura del Département del Tarn. Fou el prefecte de l'alliberament el juliol de 1944, quan es va deposar el règim de Vichy. Va restar en el càrrec fins al començament de 1946 i posteriorment es va retirar.